# Chicago (Metro de Chicago)
Este artículo trata sobre la estación de la línea Púrpura y Marrón. Para las estaciones en las líneas Azul y Roja, véase: Chicago (línea Roja) y Chicago (línea Azul).
Chicago es una estación en las líneas Marrón y Púrpura del Metro de Chicago. La estación se encuentra localizada en 300 West Chicago Avenue en Chicago, Illinois. La estación Chicago fue inaugurada el 31 de mayo de 1900.  La Autoridad de Tránsito de Chicago es la encargada por el mantenimiento y administración de la estación. La línea Púrpura opera solamente durante las horas pico de lunes a viernes.

## Descripción
La estación Chicago cuenta con 2 plataformas laterales y 2 vías. 

## Conexiones
La estación es abastecida por las siguientes conexiones de autobuses: 
- Rutas del CTA Buses: #11 Lincoln/Sedgwick, #66 Chicago (Servicio Owl)